# Alexander Baumann (Künstler)
Alexander Baumann (* 12. April 1850 in Reval, Gouvernement Estland, Russisches Kaiserreich; † 1915 in Sankt Petersburg, Russisches Kaiserreich) war ein deutsch-baltischer Bildhauer, Maler und Kunstlehrer.

## Leben
Baumann besuchte ab 1864 die Kunstakademie Dresden und trat im Wintersemester 1868/1869 in das Atelier von Johannes Schilling ein. 1872 kehrte er nach Sankt Petersburg zurück. In den Jahren 1874 bis 1876 besuchte Baumann die Kunstakademie Düsseldorf, wo er in der Malklasse von Eduard von Gebhardt unterwiesen wurde. Baumann arbeitete als Lehrer an der Stieglitzschen Kunstschule in Sankt Petersburg. In den 1870er Jahren beteiligte er sich an Ausstellungen der Kunstakademie Dresden, die ihn mit einer kleinen silbernen sowie mit einer kleinen und einer großen goldenen Medaille auszeichnete.